# Бентело
Бентело (нід. Bentelo) — село в нідерландській провінції Оверейсел. Входить до муніципалітету Гоф-ван-Твенте.
Його площа становить 29,42 км², а населення станом на 2021 рік складало 2 205 осіб.
Перша згадка про населений пункт датується 1188 роком.

## Галерея

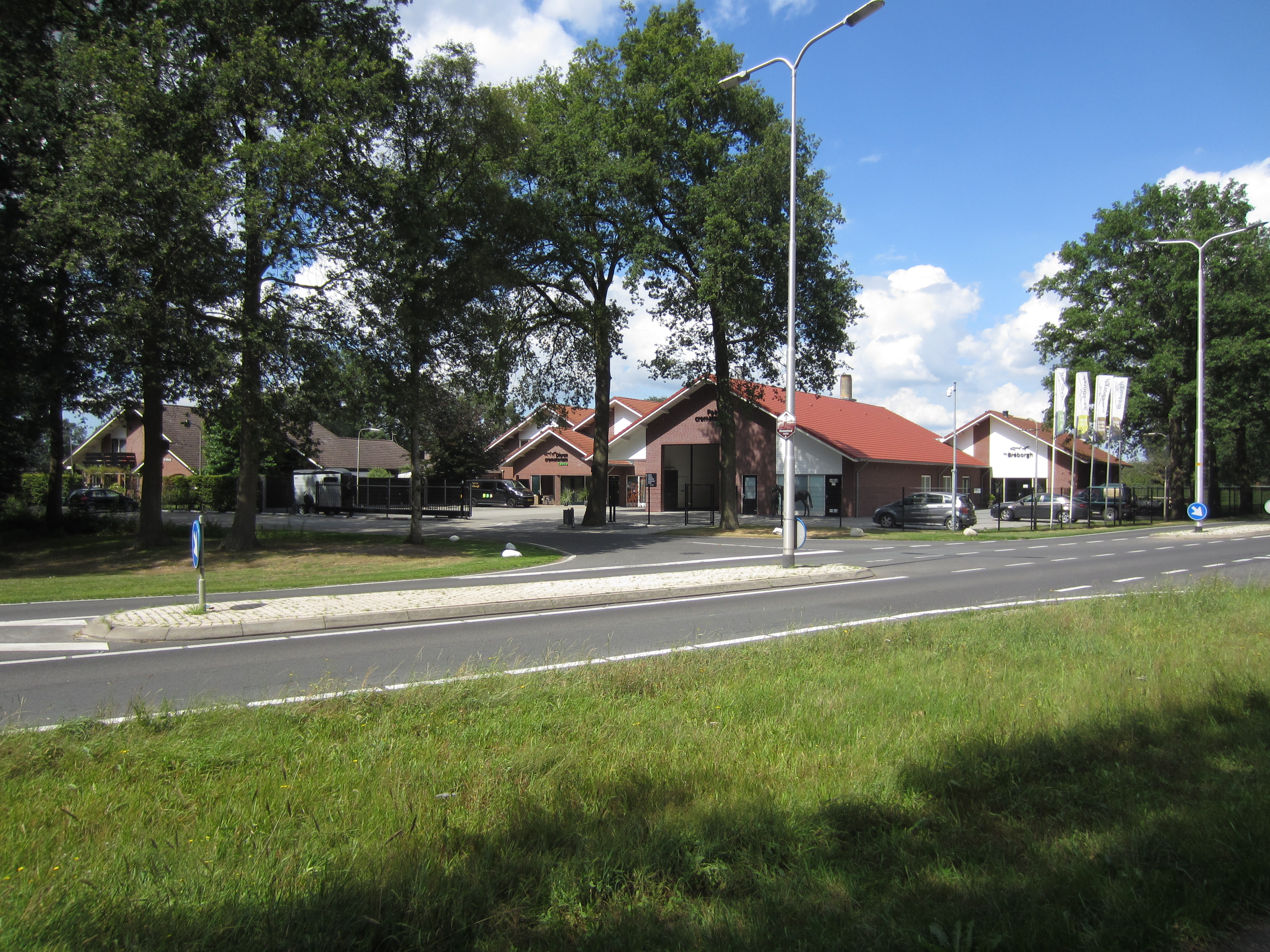
Готель для домашніх тварин
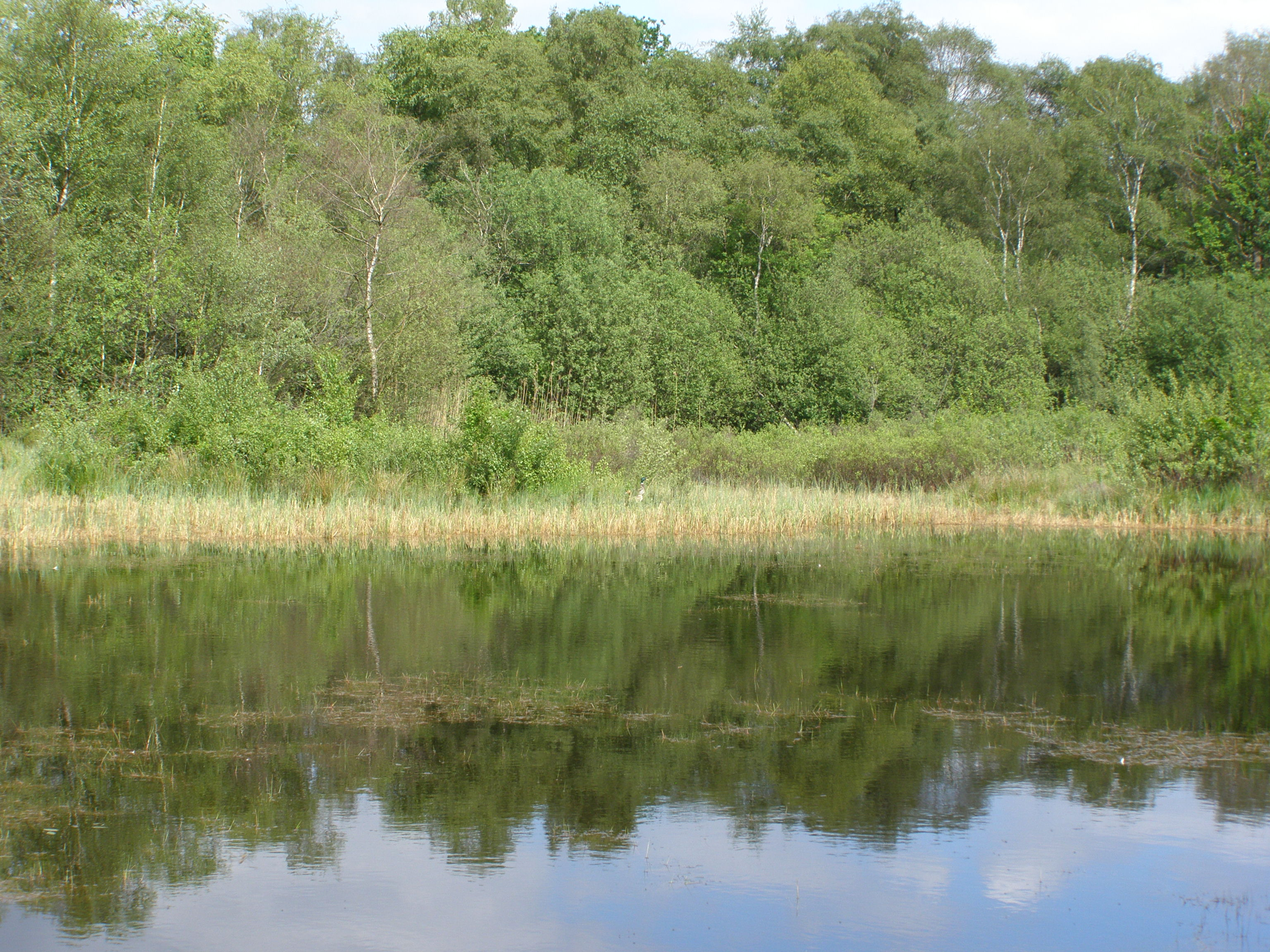
Болото в Бентело